# Aulnay-la-Rivière
Aulnay-la-Rivière település Franciaországban, Loiret megyében. Lakosainak száma 505 fő (2022. január 1.). Aulnay-la-Rivière Briarres-sur-Essonne, Estouy, La Neuville-sur-Essonne, Ondreville-sur-Essonne, Ramoulu és Le Malesherbois községekkel határos.

## Népesség
A település népességének változása:
| Lakosok száma | 340  | 388  | 464  | 512  | 512  | 514  | 506  | 500  | 499  | 505  |
|               | 1968 | 1982 | 1990 | 2006 | 2013 | 2015 | 2017 | 2019 | 2020 | 2022 |